# بلديات أنغولا

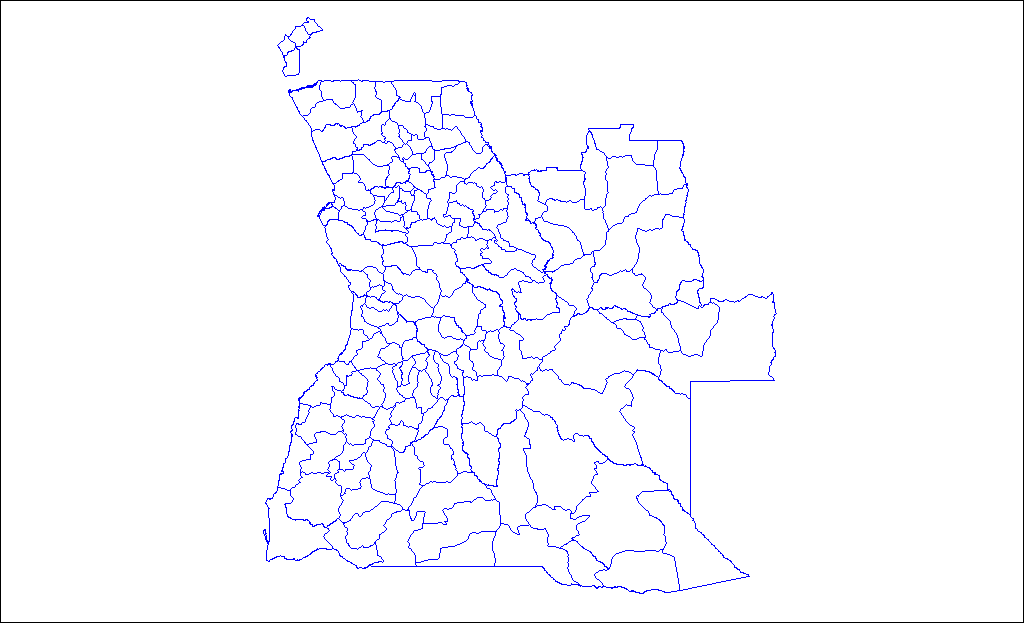
بلديات أنغولا

تنقسم أنغولا إلى 18 مقاطعة و التي تنقسم بدورها إلى 163 بلدية أو مجلس مدينة حسب التقسيم الإداري لجمهورية أنغولا.

## البلديات
| المقاطعة                               | عاصمتها         | البلديات |
| -------------------------------------- | --------------- | --- |
| مقاطعة بنغو                            | كاشيطة ‏         | 5: آمبرز, Dande, Icolo e Bengo, Nambuangongo, Quicama (Muxima) |
| مقاطعة بنغيلا                          | بنغيلا          | 9: Balombo, Baía Farta, بنغيلا, Bocoio, Caimbambo, Chongorói, كوبال ‏, Ganda, لوبيتو                                                                                             |
| مقاطعة بيي                             | كويتو           | 9: Andulo, كاماكوبا ‏, Catabola, Chinguar, Chitembo, Cuemba, Cunhinga, كويتو, Nharea                                                                                             |
| مقاطعة كابيندا                         | كابيندا (مدينة) | 4: Belize, Buco-Zau, كابيندا (مدينة), Cacongo |
| مقاطعة كواندو كوبانغو (Kuando-Kubango) | مينونغي         | 9: Calai, سونجار ‏, Cuchi, كيتو كوانافال ‏, Dirico, Longa Mavinga, مينونغي, Rivungo                                                                                               |
| مقاطعة كوانزا نورت (Kwanza-Norte)      | إندالطندة ‏      | 13: Ambaca, Banga, Bolongongo, Bula Atumba, Cambambe, Cazengo, Dembos, Golungo Alto, Gonguembo, Lucala, Pango Aluquém, Quiculungo, Samba Cajú                                   |
| مقاطعة كوانزا سول (Kwanza-Sul)         | سومبي           | 12: Amboim, Cassongue, Cela (واكو-كونغو ‏), Conda, Ebo, Libolo, Mussende, Porto Amboim, Quibala, Quilenda, Seles, سومبي                                                          |
| مقاطعة كونيني                          | أنجيوة ‏         | 6: Cahama, pt, Curoca, Cuvelai, Namacunde, pt |
| مقاطعة هوامبو                          | هوامبو          | 11: Bailundo, Caála, Catchiungo, Ekunha, هوامبو, Londuimbale, Longonjo, Mungo, Tchicala-Tcholoanga, Tchindjenje, Ucuma                                                          |
| مقاطعة هويلا                           | لوبانغو         | 14: Caconda, Caluquembe, Chiange, Chibia, Chicomba, Chipindo, Gambos, Humpata, Jamba, Kuvango, لوبانغو, Matala, Quilengues, كويبونجو ‏                                           |
| مقاطعة لواندا                          | لواندا          | formerly 9: Cacuaco, Cazenga, pt, pt, pt, Rangel, Samba, Sambizanga, Viana, but since (at least) 2011 only 7: لواندا, Belas, Cacuaco, Cazenga, Icolo e Bengo, Quiçama and Viana |
| مقاطعة لوندا نورتي (Lunda-Norte)       | لوكابا          | 9: pt, Capenda-Camulemba, Caungula, Chitato, Cuango, Cuilo, Lubalo, لوكابا, Xá-Muteba                                                                                           |
| مقاطعة لوندا سول (Lunda-Sul)           | ساوريمو         | 4: Cacolo, Dala, Muconda, ساوريمو |
| مقاطعة مالانجي (Malange)               | مالانجي         | 14: Cacuso, Calandula, Cambundi-Catembo, Cangandala, Caombo, Cuaba Nzogo, Cunda-dia-Baza, Luquembo, مالانجي, Marimba, Massango, Mucari, Quela, Quirima                          |
| مقاطعة موكسيكو                         | وينا            | 9: Alto Zambeze, Bundas, Camanongue, Cameia, Léua, Luau, Luacano, Luchazes, pt                                                                                                  |
| مقاطعة ناميبي                          | ناميبي          | 5: Bibala, pt, ناميبي, Tômbua, Virei |
| مقاطعة أوجي                            | أويغي           | 15: Alto Cauale, Ambuila, Bembe, Buengas, Damba, Macocola, Mucaba, Negage, Puri, Quimbele, Quitexe, Sanza Pombo, سونغو ‏, أويغي, Zombo                                           |
| مقاطعة زائير                           | مبانزا كونغو    | 6: Cuimba, مبانزا كونغو, Noqui, نزيتو ‏, سويو (أنغولا), Tomboco |